# Concordia (planetka)
(58) Concordia je planetka nacházející se v hlavním pásu asteroidů. Její průměr činí asi 93 km. Byla objevena 24. března 1860 německým astronomem R. Lutherem.